# Канчиялов, Георгий Александрович
Георгий (Егор) Александрович Канчиялов (около 1779 — 09.03.1826) — полковник, командир Харьковского драгунского полка. Участвовал в боевых действия российской армии эпохи наполеоновских войн и Отечественной войны 1812 г. Член Южного общества декабристов. Был арестован и умер в заключении во время следствия.

## Биография
Родился в семье малороссийских дворян Полтавской губернии. Императрица Екатерина II своей грамотой от 21 апреля 1785 года подтвердила освобождение дворян от обязательной службы, но одновременно определила для них преимущества в военной службе. Престижность службы в кавалерии и перспектива карьерного роста определили выбор Г. А. Канчияловым своего жизненного пути.

### Военная карьера
В 1807 году — поручик в Сумском гусарском полку. Под командованием сначала полковника К. А. Крейца, а затем полковника Н. А. Канчиялова 1-го принимал участие в боевых действиях в войне со шведами 1808—1809 годов, сражениях времён Отечественной войны и зарубежных походов российской армии. Был произведён в ротмистры, а 31 октября 1812 года — в майоры. В сражении при Лейпциге в 1813 году майор Канчиялов командовал эскадроном.
Был ранен в сражениях. Имел боевые награды. За доблесть, проявленную в сражениях с французской армией, кавалеристы полка были отмечены и коллективными наградами:
- 13 апреля 1813 года — Георгиевскими трубами «За отличие при поражении и изгнании неприятеля из пределов России 1812 года»;
- 30 мая 1814 года — знаки на кивера с надписью «За отличие» за участие в Лейпцигской битве;
- 30 августа 1814 года — Георгиевский штандарт с надписью: «В воздаяние отличных подвигов, оказанных в благополучно оконченную компанию 1814 года».

23 апреля 1818 года подполковник Г. А. Канчиялов был произведён в полковники. В 1821 году был переведён в Санкт-Петербургский драгунский полк. С 17 октября 1823 года стал командиром этого полка, но 12 декабря того же года получил новое назначение и был переведён в 3-ю драгунскую дивизию 2-й армии командиром Харьковского драгунского полка, штаб которого был расквартирован в местечке Ставище. Историограф кавалерийских полков XIX века Е. А. Альбовский позднее написал о 44-летнем новом командире: «…это был боевой офицер — он участвовал во всех войнах того времени. Прокомандовал он Харьковцами с небольшим 2 года».

### Принадлежность к Южному обществу
В круге общения Канчиялова были офицеры 2-й армии, участники тайного общества. Поддерживал знакомство с членом Южного общества штабс-капитаном И. Ф. Фохтом, который заезжал к нему в Ставище, направляясь из Тульчина к С. Г. Волконскому в Умань. В 1824 году Н. И. Лорер принял Канчиялова в тайное общество.

## Под следствием
Властям стало известно о том, что Канчиялов принят Лорером в тайное общество из доноса капитана Майбороды, но задержанный в Тульчине Н. И. Лорер на первом допросе 24 декабря 1825 года и на очной ставке с Майбородой 25 декабря утверждал, что в октябре 1824 года заезжал к Канчиялову, но не говорил с ним о вступлении в общество.
27 декабря 1825 года следственный комитет принял к исполнению резолюцию Николая I о названном в доносе Майбороды полковнике Канчиялове — «взять».
4 января 1826 года арестованный П. И. Пестель показал: «В Южном обществе членами были: полковник Аврамов, кн. Волконский, полковник Канчиалов, кн. Барятинский, В. Давыдов…», уточнив, что Канчиялов был принят Лорером.
8 января 1826 года по приказу от 30 декабря 1825 года Канчиялов был арестован в Ставище начальником 3-й драгунской дивизии генералом К. А. Крейцем и из Смелы отправлен в Санкт-Петербург. 18 января помещён на гауптвахту Главного штаба и 24 января на первом допросе отрицал свое участие в тайном обществе.
Сведения о его членстве в Южном обществе подтвердили на допросах А. П. Барятинский (26 января), С. Г. Волконский (1 февраля), В. Л. Давыдов (3 февраля).
3 февраля Лорер в письме следственному комитету признал, что принял Канчиялова в Южное общество и сообщил об этом «полковнику Пестелю и Майбороде». Он же подтвердил это 18 февраля на очной ставке с Канчияловым, который, тем не менее, продолжал отрицать своё участие в тайном обществе.
19 февраля в новом письме следственному комитету Лорер написал, что Канчиялов «менее всех виновен… он не знал ни правил, ни намерений их, никогда не читал „Русскую правду“, потому то сей последний и не считал себя членом тайного общества…, если комитет почнёт его запросом, то он не будет знать, что ему ответствовать, ибо он совершенно ничего не знает». Несмотря на упорство Канчиялова, следователи принимали «по правдоподобию» показания Лорера. Окончательного решения Канчиялов не узнал — он умер под стражей 9 марта 1826 года.
8 апреля участник Южного общества Н. А. Крюков, отвечая на вопросы следственного комитета, говорил, что принадлежавший к обществу полковник Канчиялов «не прежде соглашался действовать как по кончине блаженной памяти Государя Императора».
А. Д. Боровков оставил в своём «Алфавите» короткую запись о Канчиялове: «Умер. Он изобличался в знании о существовании общества, имевшего целию введение республиканского правления».

## Награды
- Орден Святого Георгия 4-й степени
- Орден Святой Анны 2-й степени

## Мнения современников
Н. И. Лорер на первых допроса пытался скрыть факт принятия им Канчиялова в тайное общество, «дабы не вмешать в сие несчастие человека достойного заслугами…, вспомня при том, что он полковник, изувеченный ранами и имеет святого Георгия, отличие».
В. Ф. Раевский в своих воспоминаниях называл Канчиялова в числе «значительных лиц, принадлежащих к Обществу» ".